# Polwica (Domaniów)
Polwica (deutsch Polwitz) ist ein Dorf in Niederschlesien. Der Ort liegt in der Landgemeinde Domaniów im Powiat Oławski in der polnischen Woiwodschaft Niederschlesien.

## Geographie

### Geographische Lage
Das Rundangerdorf Polwica liegt sechs Kilometer nordöstlich vom Gemeindesitz Domaniów (Thomaskirch), ca. neun Kilometer südwestlich von der Kreisstadt Oława (Ohlau) und rund 30 Kilometer südöstlich der Woiwodschaftshauptstadt Breslau. Der Ort liegt in der Nizina Śląska (Schlesische Tiefebene) innerhalb der Równina Wrocławska (Breslauer Ebene).
Südwestlich des Ortes verläuft die Autostrada A4.

### Ortsteile
Ortsteil von Polwica ist Kuny (Kunert). Zu Polwica gehörte bis 1945 der Weiler Schimmeley.

### Nachbarorte
Nachbarorte von Polwica sind im Norden Wierzbno (Würben) und im Osten Pełczyce (Peltschütz).

## Geschichte

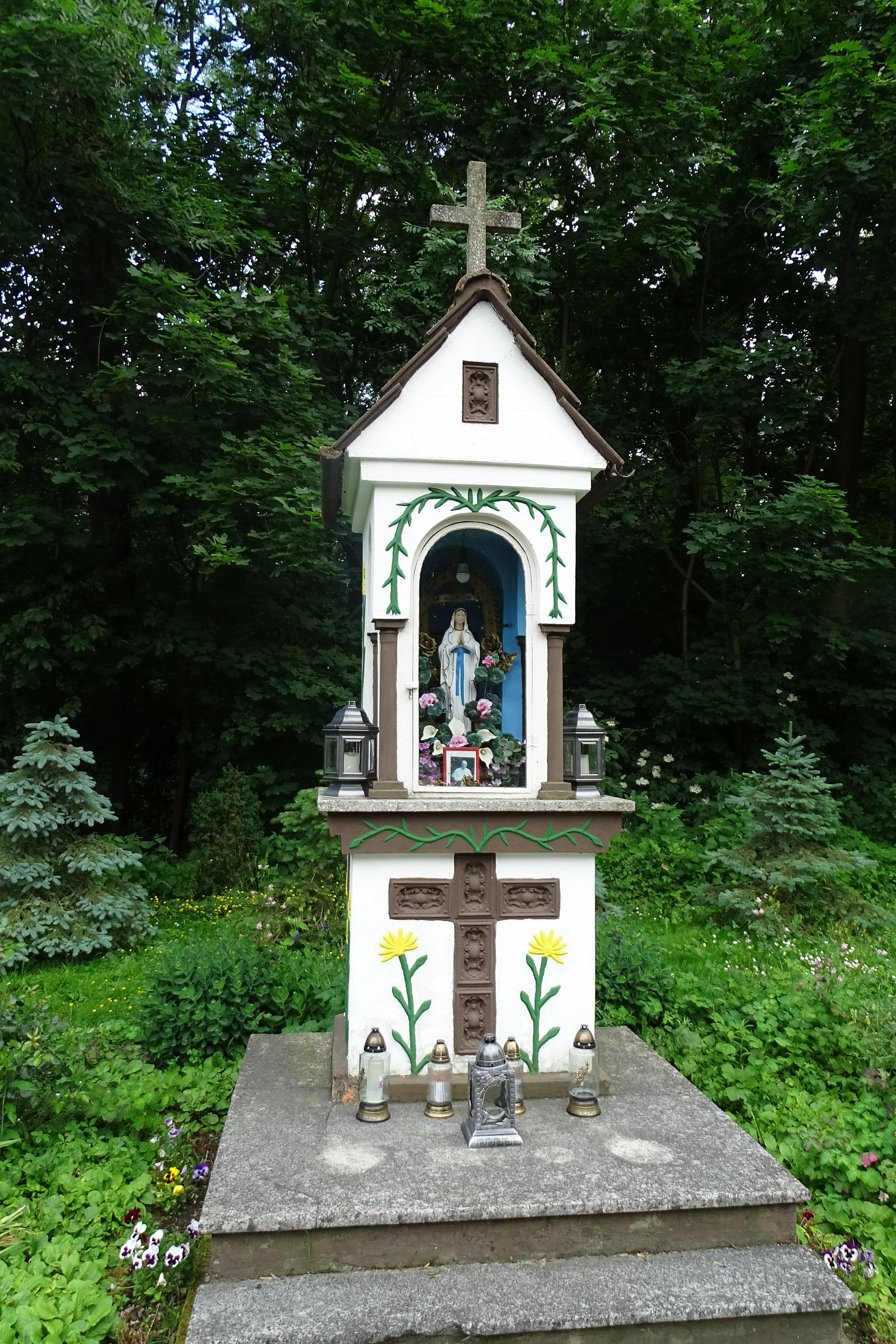
Wegekapelle

Der Ort war jahrhundertelang ein Gutsbezirk und war bis 1820 als Gut Poppelwitz im Eigentum der Familie von Hubrich. Erstmals erwähnt wurde das Gut 1384.
Nach dem Ersten Schlesischen Krieg 1742 fiel Poppelwitz zusammen mit dem größten Teil Schlesiens an Preußen. 1783 zählte der Ort zwei Vorwerke, eine Mühle, 22 Haushalte und 204 Einwohner.
Nach der Neugliederung Preußens gehörte die Landgemeinde Poppelwitz ab 1815 zur Provinz Schlesien und war ab 1816 dem Landkreis Ohlau eingegliedert. 1820 erwarb die Familie von Rosenberg-Lipinsky das Gut und benannte es 1820 in Polwitz um. 1874 wurde der Amtsbezirk Polwitz  gegründet, welcher die Landgemeinden Kunert, Poppelwitz, Schimmelei und Würben und den Gutsbezirk Polwitz umfasste. 1885 zählte der Ort 221 Einwohner.
1933 zählte der Ort 376, 1939 wiederum 427 Einwohner. Bis 1945 befand sich der Ort im Landkreis Ohlau.
Als Folge des Zweiten Weltkriegs fiel Polwitz wie fast ganz Schlesien 1945 an Polen, wurde in Polwica umbenannt und der Woiwodschaft Breslau angegliedert. Die deutsche Bevölkerung wurde, soweit sie nicht vorher geflohen war, weitgehend vertrieben. Die neu angesiedelten Bewohner waren zum Teil Heimatvertriebene aus Ostpolen. 1999 kam der Ort zum Powiat Oławski in der Woiwodschaft Niederschlesien.

## Sehenswürdigkeiten
- Steinerne Wegekapelle

## Persönlichkeiten
- Anna Elisabeth von Schlebusch (1626–1706),  schlesische Baronin und Schriftstellerin, lebte und verstarb im Gut Polwitz